# Varunella coronifera
Varunella coronifera är en mossdjursart som beskrevs av Wiebach 1974. Varunella coronifera ingår i släktet Varunella, klassen Phylactolaemata, fylumet mossdjur och riket djur. Inga underarter finns listade i Catalogue of Life.